# سیارک ۱۱۷۹
سیارک ۱۱۷۹ (به انگلیسی: 1179 Mally، نامگذاری:1931FD) هزار و صد و هفتاد و نهمین سیارک کشف شده‌است که در ۱۹ مارس ۱۹۳۱ و در هایدلبرگ کشف شد.
قدر مطلق سیارک برابر ۱۲٫۹۰ است.